# Lucy Cotton
Lucy Cotton (29 de agosto de 1895 – 12 de diciembre de 1948) fue una actriz estadounidense que apareció en 12 películas entre 1910 y 1921.

## Biografía
Cotton nació en Houston, Texas, Estados Unidos y murió en Miami Beach, Florida. Se mudó a la ciudad de Nueva York en su adolescencia e hizo su primera aparición en Broadway en The Quaker Girl. En 1915, Cotton apareció en la obra Poligamy en el Teatro Park ubicado en la ciudad de Nueva York. También protagonizó la obra Up in Mabel's Room.
Como actriz que ganó popularidad, su vida personal era seguida mayormente por la prensa. En 1924, se casó con Edward Russell Thomas, quién editó el New York Morning Telegraph, el matrimonio duró dos años tras la muerte de Edward en julio de 1926, la pareja tuvo una hija, Lucetta. Lucy tuvo una serie de matrimonios que duraron en corto tiempo; Lytton Grey Ament (1927 - 1930), el abogado Charles Hann Jr. (1931 - 1932), William M. Magraw, presidente de la compañía de Instalaciones Subterráneas de Manhattan (1932 - 1941), y el Príncipe georgiano-ruso Vladimir Eristavi-Tchitcherine (se casaron el 15 de junio de 1941 en una Iglesia ortodoxa rusa en la Ciudad de Nueva York).
Después de que la muerte de Cotton, su hija Lucetta Cotton Thomas (quién cambió su nombre a Mary Frances Thomas) decidió que incineraran a Cotton en Miami, y que sus cenizas fueran enviadas a la ciudad de Nueva York, donde se llevó a cabo su funeral.

## Filmografía
- The Fugitive (1910)
- Life Without Soul  (1915)
- The Prodigal Wife (1918)
- The Miracle of Love (1919)
- The Sin That Was His (1920)
- The Misleading Lady (1920)
- The Devil (1921)
- The Man Who (1921)
- Whispering Shadows (1921)